# Ветшиховиці (Куявсько-Поморське воєводство)
Ветшиховиці (пол. Wietrzychowice) — село в Польщі, у гміні Ізбиця-Куявська Влоцлавського повіту Куявсько-Поморського воєводства.
Населення — 157 осіб (2011).

## Демографія
Демографічна структура станом на 31 березня 2011 року:
|          | Загалом | Допрацездатний вік | Працездатний вік | Постпрацездатний вік |
| -------- | ------- | ------------------ | ---------------- | -------------------- |
| Чоловіки | 82      | 26                 | 51               | 5                    |
| Жінки    | 75      | 14                 | 40               | 21                   |
| Разом    | 157     | 40                 | 91               | 26                   |